# Cuenca (distrito de Huarochirí)
O Distrito peruano de Cuenca é um dos trinta e dois distritos que formam a Província de Huarochirí, situada no Departamento de Lima, pertencente a Região Lima, na zona central do Peru.

## Transporte
O distrito de Cuenca não é servido pelo sistema de estradas terrestres do Peru.